# Неформална логика
Неформална логика је област проучавања логике и теорије аргументације која процењује и анализира аргументе онако како се користе у природном језику.
Идеја неформалне логике настала је у складу са истраживањима критичког мишљења и развила се у облику покрета „неформалних логичара” у другој половини 20. века међу америчким и европским филозофима, логичарима и лингвистима као последица незадовољство методама формалне логике за анализу свакодневног расуђивања. Истовремено, у историји логике, филозофи су проучавали расуђивање у свакодневном говору још од времена Аристотела. Тренутно се за анализу научних (хуманитарних) сазнања користе и средства неформалне логике.
У литератури на руском језику теорија аргументације се иначе може назвати неформалном логиком.
Дефиниција
Постоје различите тачке гледишта о циљевима и циљевима неформалне логике, њеној разлици од формалне логике.
Амерички филозофи Џонсон и Блер, једни од оснивача покрета „неформалних логичара“, дефинишу неформалну логику као „грану логике чији је задатак да развија неформалне стандарде, критеријуме и процедуре за анализу, тумачење, евалуацију, критику и аргументацију у свакодневном животу“. живот.”.
Белгијски логичар Хаим Перелман неформалну логику карактерише као логику аргументације, за разлику од формалне логике – логике доказа.
Један број логичара сматра да је главни задатак неформалне логике проучавање логичких грешака.